# Lita Ford
Lita Rossana Ford, född 19 september 1958 i London, är en amerikansk gitarrist och sångerska.
Ford föddes i London men flyttade med sin familj till USA när hon var liten och växte så småningom upp i Los Angeles-området. Hon gick med i bandet The Runaways när hon var 16 år och efter att gruppen splittrades 1979 satsade hon på en solokarriär.
Hon var gift med Chris Holmes, från W.A.S.P., mellan 1986 och 1992. Hon har även varit ihop med Nikki Sixx, Tony Iommi och Jim Gillette från bandet Nitro.
Ford har spelat in en duett med Ozzy Osbourne kallad "Close My Eyes Forever". https://www.youtube.com/watch?v=GO3y4WNJE5I
I filmen The Runaways från år 2010 spelas hon av Scout Taylor-Compton.

## Diskografi
- Out for Blood - 1983
- Dancin' on the Edge - 1984
- Lita - 1988
- Stiletto - 1990
- Dangerous Curves - 1991
- The Best of Lita Ford - 1992
- Greatest Hits - 1993
- Black - 1994
- Greatest Hits Live! - 2003
- Wicked Wonderland - 2009
- Living Like A Runaway - 2012